# VinFast LUX A2.0
VinFast LUX A2.0 – samochód osobowy klasy wyższej produkowany pod wietnamską marką VinFast w latach 2019 – 2022.

## Historia i opis modelu

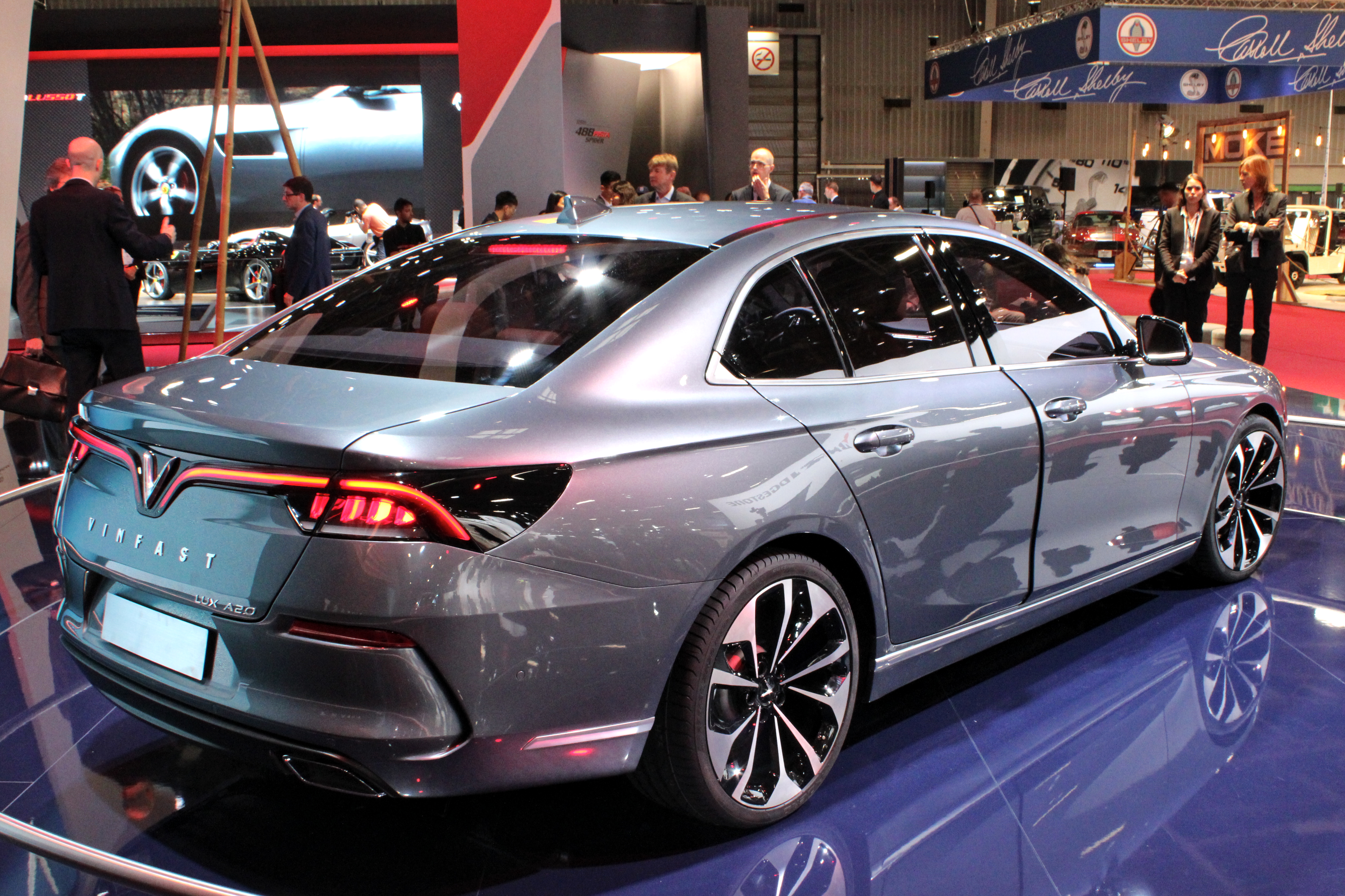
VinFast LUX A2.0 – tył

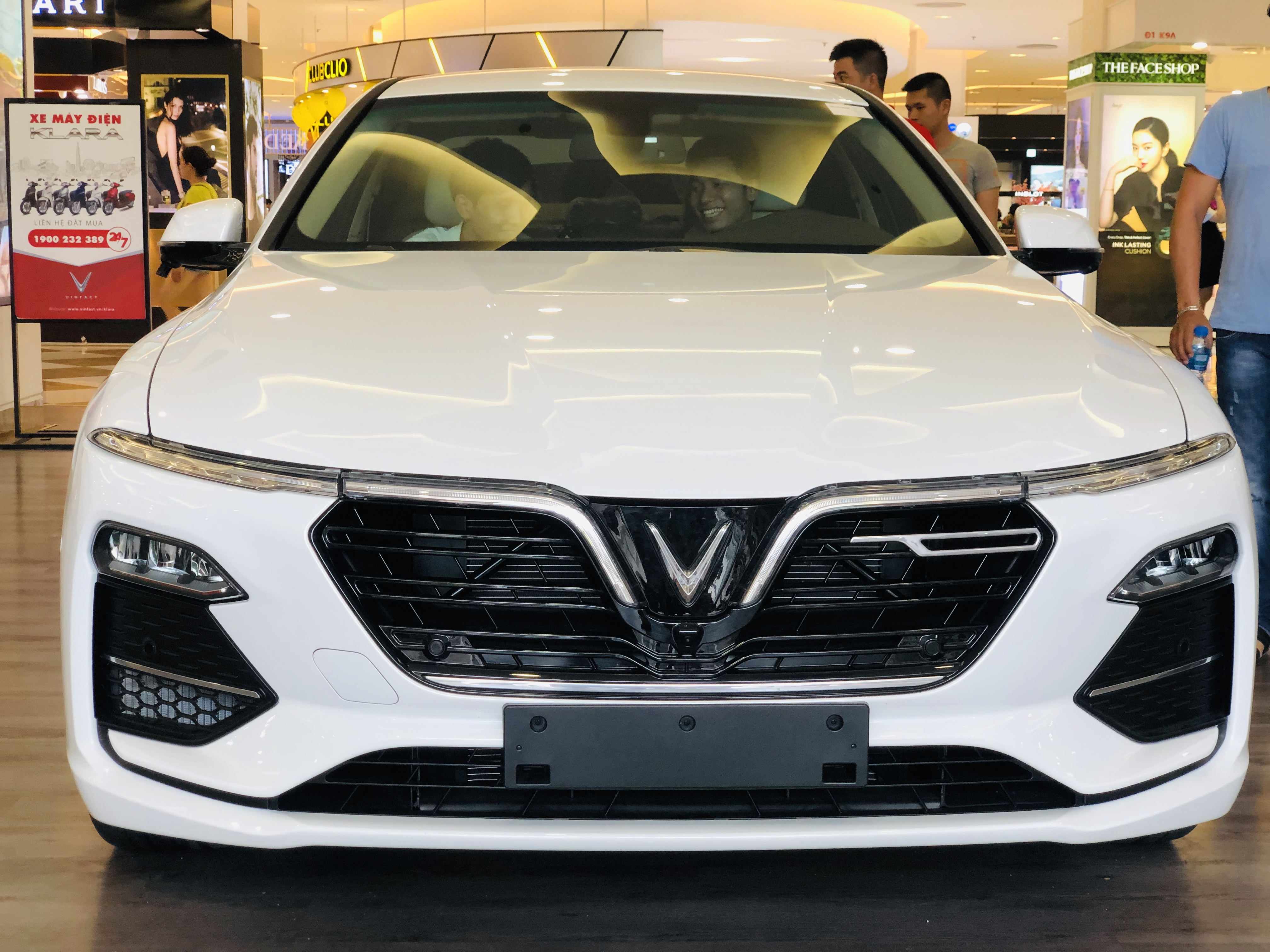
VinFast LUX A2.0 Basic

We wrześniu założony w czerwcu 2017 roku wietnamski startup motoryzacyjny VinFast przedstawił swoje dwa pierwsze samochody w produkcyjnej postaci. Oprócz SUV-a LUX SA2.0, drugim modelem była wyższej klasy limuzyna LUX A2.0 i podobnie jak on, powstał na bazie technologii na licencji BMW, dzieląc m.in. płytę podłogową i jednostkę napędową z piątą generacją modelu Seria 5 znaną pod kodem F10.
Za stylistykę LUX A2.0 odpowiada włoskie studio Pininfarina, którego projekt wyłoniono w ramach plebiscytu przeprowadzonego wśród mieszkańców Wietnamu. Charakterystyczną cechą stała się duża atrapa chłodnicy, dwupoziomowe reflektory tworzone przez wąskie paski wykonane technologii LED i chromowane poprzeczki na grillu okalające logo marki VinFast.

### Sprzedaż
Produkcja VinFasta LUX A2.0, razem z SUV-em LUX SA2.0 i niewielkim hatchbackiem Fadil, rozpoczęła się w nowo wybudowanych zakładach produkcyjnych producenta w lipcu 2019 roku na przedmieściach miasta Hajfong. Samochód sprzedawano wyłącznie na rodzimym rynku wietnamskim, gdzie w ciągu pierwszego roku obecności rynkowej do czerwca 2020 roku pojazd znalazł 682 nabywców. Produkcję zakończono z końcem 2022 roku w ramach obrania nowej strategii produktowej koncentrującej się na rozwoju wyłącznie globalnie sprzedawanych samochodów elektrycznych.

### Silnik
- R4 2.0l BMW N20B20